# Ashley (Michigan)
Ashley is een plaats (village) in de Amerikaanse staat Michigan, en valt bestuurlijk gezien onder Gratiot County.

## Demografie
Bij de volkstelling in 2000 werd het aantal inwoners vastgesteld op 526.
In 2006 is het aantal inwoners door het United States Census Bureau geschat op 516, een daling van 10 (-1,9%).

## Geografie
Volgens het United States Census Bureau beslaat de plaats een oppervlakte van
1,7 km², geheel bestaande uit land. Ashley ligt op ongeveer 204 m boven zeeniveau.

## Plaatsen in de nabije omgeving
De onderstaande figuur toont nabijgelegen plaatsen in een straal van 24 km rond Ashley.